# Гимн Мурманской области
Гимн Мурманской области — один из государственных символов Мурманской области, наряду с флагом и гербом. По состоянию на начало 2015 года гимн законодательно не принят, существует только несколько проектов гимна Мурманской области.
В 2004 году был объявлен конкурс на лучший проект гимна области. Жюри, возглавиляемое вице-губернатором области Людмилой Чистовой, рассмотрело 36 представленных работ и провело несколько отборочных туров. После чего было принято решение считать конкурс несостоявшимся. В связи с этим решением губернатор Юрий Евдокимов внес на рассмотрение областной Думы «Песню о Мурманской области», написанную полковником в отставке Александром Патрикеевым, которая не участвовала в конкурсе.
В 2023 году губернатор Андрей Чибис поручил внести законопроект в Мурманскую областную думу о признании песни Александра Патрикеева официальным гимном области и записать официальный гимн к празднованию 85-летия со дня образования Мурманской области.

## Проекты гимна Мурманской области

### Песня о Мурманской области
Бесконечные просторы, синева озер и рек,
Сопок снежные узоры не забудутся вовек.
Волны Баренцева моря — флоту дом и рыбакам.
Реки, с облаками споря, гимн возносят горнякам.
Славься, Мурманская область!
Славься, заполярный край!
Честь храни свою и доблесть,
Живи в веках и процветай.
А когда война закрыла свет у Кольских берегов,
Сила духа нас сплотила пред личиною врагов.
Было трудно, все бывало — даже плавился гранит.
Заполярье устояло — ненавистный враг разбит.
Славься, Мурманская область!
Славься, заполярный край!
Честь храни свою и доблесть,
Живи в веках и процветай.
Под российским гордым флагом люди Севера живут,
В них и подвиг, и отвага, и любовь, и ратный труд.
Нет такой земли на свете, где сердцами плавят лед!
Заполярье сквозь столетья свою славу пронесет!
Славься, Мурманская область!
Славься, заполярный край!
Честь храни свою и доблесть,
Живи в веках и процветай.
Слова и музыка Александра Патрикеева

### Гимн Мурманской области
Песнею славим мы величальной
Снежность Хибин и прозрачность озер.
Сопки и море — наш край заполярный,
До Беломорья ты ширь распростер.
Чайки встречают в море рассветы,
Вновь на путину идут корабли.
Наши сердца отдаем беззаветно
Будням и праздникам Кольской земли.
Воинской славой Мурман гордится -
Нет у России флота сильней.
Нам, северянам, здесь жить и трудиться,
Мирно растить сыновей, дочерей.
Прошлое наше — в сказках саамов,
В песнях поморов и в ранах войны.
Нашей Отчизны форпост и застава,
Мурман — частица великой страны.
Край заполярный, край величавый,
Мурман — частица российской земли!
Стихи Елены Шитиковой, музыка Вячеслава Боброва

### Неофициальные гимны Заполярья
Неофициальными гимнами области считаются две песни: «Прощайте, скалистые горы» и «Я люблю моё Заполярье», которая транслируется на вокзале при отправлении некоторых поездов. Хоть обе песни известны и любимы населением Мурманской области, для официального гимна они не подходят. Первая — потому, что целиком посвящена войне, а вторая — слишком лиричная.